# アイスランドの都市の一覧

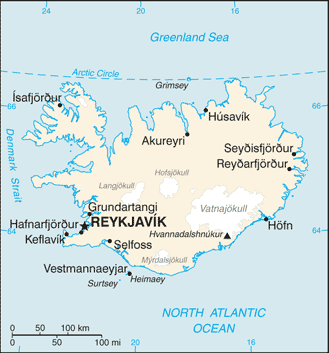
アイスランドの都市

アイスランドの都市の一覧（アイスランドのとしのいちらん）では、アイスランドの都市を一覧に記す。

## 最大の都市(2020年)
| アイスランドで最大の都市または町 | アイスランドで最大の都市または町 | アイスランドで最大の都市または町 | アイスランドで最大の都市または町 | アイスランドで最大の都市または町 |
| 順位                             | 名前                             | アイスランド語                   | 領域                             | 人口                             |
| -------------------------------- | -------------------------------- | -------------------------------- | -------------------------------- | -------------------------------- |
| 1                                | レイキャビク                     | Reykjavík                        | 大レイキャヴィーク               | 128,793                          |
| 2                                | コーパヴォグル                   | Kópavogur                        | 大レイキャヴィーク               | 36,975                           |
| 3                                | ハフナルフィヨルズゥル           | Hafnarfjörður                    | 大レイキャヴィーク               | 29,799                           |
| 4                                | レイキャネスバー                 | Reykjanesbær                     | 南西アイスランド                 | 18,920                           |
| 5                                | アークレイリ                     | Akureyri                         | 北アイスランド東部               | 18,925                           |
| 6                                | ガルザバイル                     | Garðabær                         | 大レイキャヴィーク               | 16,299                           |
| 7                                | モスフェットルスバイル           | Mosfellsbær                      | 大レイキャヴィーク               | 11,463                           |
| 8                                | アーバーグ                       | Árborg                           | 南西アイスランド                 | 9,485                            |
| 9                                | アクラネース                     | Akranes                          | 西アイスランド                   | 7,411                            |
| 10                               | フィヤルザビッグズ               | Fjarðabyggð                      | 東アイスランド                   | 5,070                            |

## その他の都市
- イーサフィヨルズゥル
- ヴィーク
- エイイルススタジル
- オゥラフスフィヨルズゥル
- キルキュバイヤルクロイストゥル
- クヴェラゲルジ
- シグルフィヨルズル
- スカールホルト
- スコゥガル
- セールフォス
- ソイザウルクロウクル
- ダールヴィーク
- ネスコイプスタズル
- フーサヴィーク
- ブレイズダルスヴィーク
- ヘプン
- レイザルフィヨルズル